# Cooper (Mondkrater)
Cooper ist ein Einschlagkrater auf der Mondrückseite.
Der Krater Cooper liegt im Norden der erdabgewandten Seite, östlich des größeren Kraters D’Alembert. Im Norden trifft man auf Tsinger, im Nordosten auf Chappell und im Südosten auf Debye.
Cooper hat zwei Nebenkrater:
| Buchstabe | Position            | Durchmesser | Link |
| --------- | ------------------- | ----------- | ---- |
| G         | 52,42° N, 178,76° O | 19 km       |      |
| K         | 50,86° N, 178,09° O | 32 km       |      |

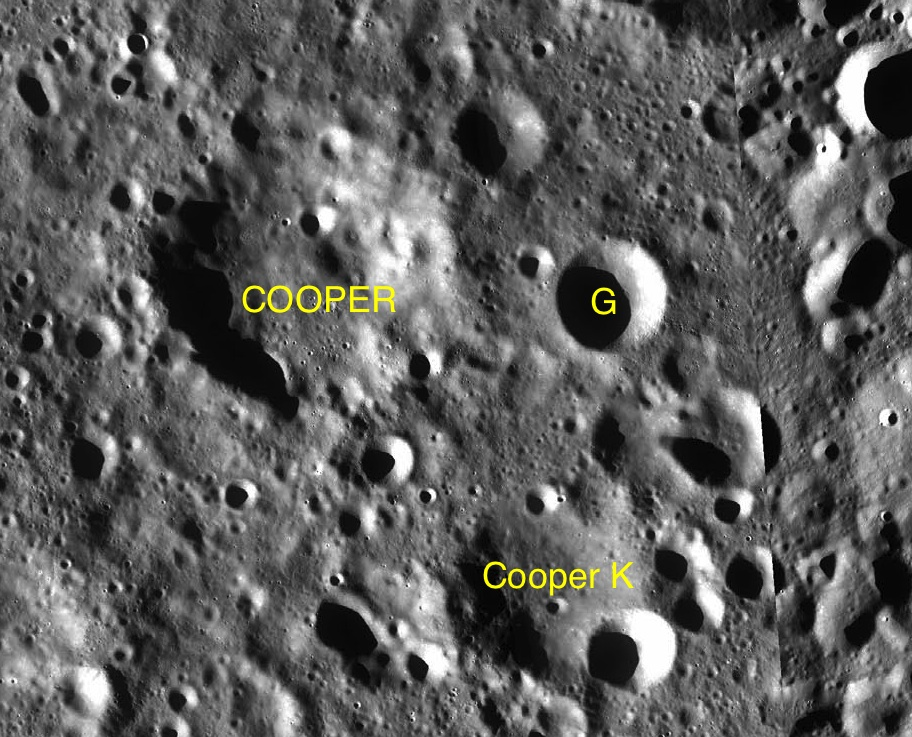
Cooper mit seinen Nebenkratern

Der Krater wurde 1970 von der IAU offiziell nach dem US-amerikanischen Juristen John Cobb Cooper benannt.